# Diplodus sargus lineatus
Diplodus sargus lineatus es una subespecie de peces de la familia Sparidae en el orden de los Perciformes.

## Morfología
• Los machos pueden llegar alcanzar los 28 cm de longitud total.

## Distribución geográfica
Se encuentra en las  costas centrales del  Atlántico oriental: es una especie  endémica de Cabo Verde.